# Arenaria bisulca
Arenaria bisulca är en nejlikväxtart som först beskrevs av Friedrich Gottlieb Bartling och fick sitt nu gällande namn av Edward Fenzl och Paul Rohrbach. 
Arenaria bisulca ingår i släktet narvar och familjen nejlikväxter. Inga underarter finns listade i Catalogue of Life.